# منتخب الأردن لاتحاد الرجبي
منتخب الأردن الوطني لاتحاد الرغبي هو ممثل الأردن الرسمي في المنافسات الدولية في اتحاد الرغبي .